# Station de Cebreros
La station de Cebreros ou DSA 2 (Deep Space Antenna 2) est une station terrienne du réseau ESTRACK de l'Agence spatiale européenne installée en Espagne. Elle dispose d'une antenne parabolique orientable de 35 mètres de diamètre. Avec la station de Malargüe en Argentine et la celle de New Norcia en Australie, elle forme un réseau de stations complémentaires, car réparti sur le pourtour du globe terrestre. Il permet ainsi le suivi 24h/24 des missions spatiales de l'agence spatiale européenne dans l'espace profond (sondes interplanétaires, ...) telles que Rosetta, Gaia, Mars Express et Exomars.

## Caractéristiques

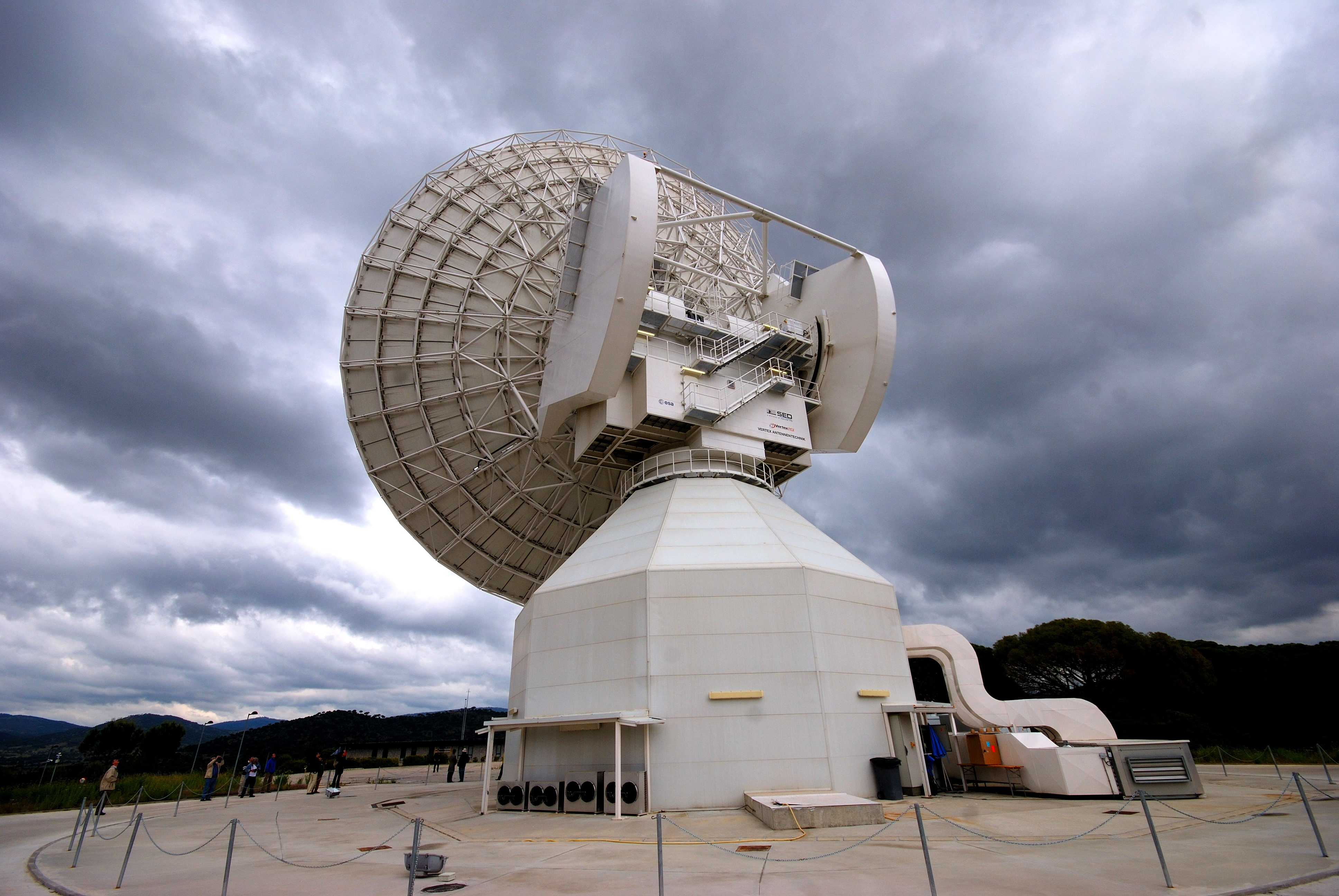
DSA 2 Cebreros

La station de Cebreros, dont la construction a débuté en 2004, a été inaugurée en  septembre 2005 et a été utilisée pour la première fois le 10 novembre de la même année dans le cadre de liaisons avec la sonde spatiale Venus Express. Chronologiquement c'est la deuxième des trois stations consacrées aux missions interplanétaires. Le site a été choisi parce qu'il était écarté à environ 120° de la première station New Norcia et situé dans une région peu habitée, accueillant déjà une station du même type de la NASA. La station est située  à 12 kilomètres à l'est du village de Cebreros et à 90 km de Madrid. Elle est située au niveau de la latitude 40° nord et à l'altitude de 794 mètres. Elle permet la réception et la transmission d'émissions radio des engins spatiaux en bande Ka et bande X. Son rôle est de recevoir les télémesures, les données de la charge utile, d'envoyer des commandes et de réaliser des mesures de la position et de la trajectoire (mesure par effet Doppler, Delta-DOR) des engins spatiaux circulant dans l'espace interplanétaire. L'antenne parabolique culmine à 40 mètres et pèse 620 tonnes. Elle peut être réorientée à la vitesse de 1° par seconde sur tous les axes. La station est pilotée à distance depuis le centre de contrôle de l'agence spatiale européenne, l'ESOC situé à Darmstadt (Allemagne).